# Anfield (Liverpool)

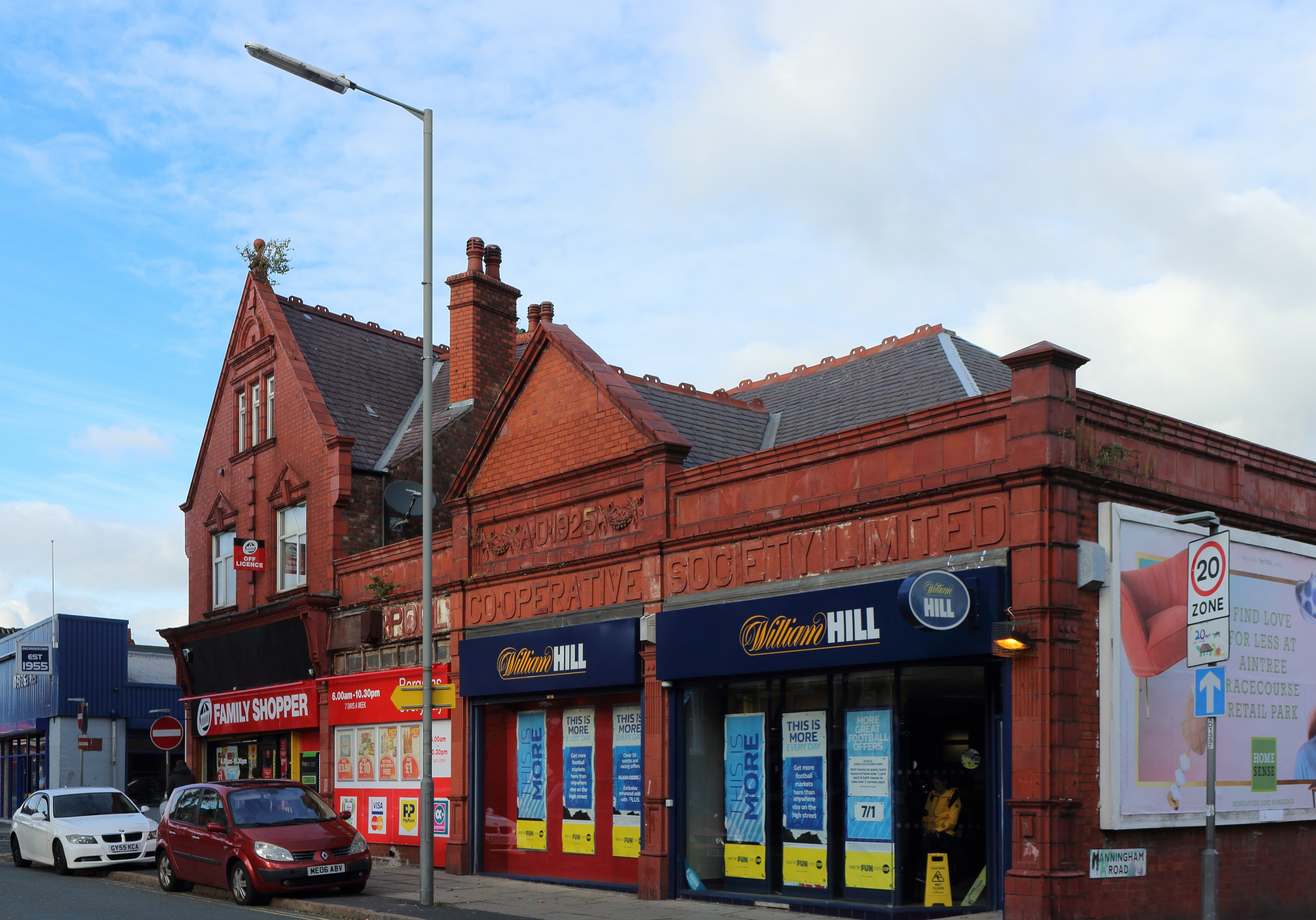
Priory Road

Anfield ist ein Stadtteil und Kommunalwahlbezirk (Ward) der nordwestenglischen Großstadt Liverpool. Beim letzten Census im Jahr 2011 hatte der Stadtteil eine Einwohnerzahl von 14.510. Die Fläche beträgt 2,3 km². Weltbekannt ist der Name Anfield durch das gleichnamige Fußballstadion Anfield, das als Heimspielstätte des FC Liverpool dient.

## Nennenswerte Orte
- Anfield Stadium
- Stanley Park, Stadtpark
- Saint Columba’s Church
- Die Priory Road ist ein früherer Spielort des FC Everton